# Westwood (Thanet)
Westwood – wieś w Anglii, w hrabstwie Kent, w dystrykcie Thanet. Leży 24 km na północny wschód od miasta Canterbury i 107 km na wschód od centrum Londynu.